# Nelson Martínez (político)
Nelson Pablo Martínez (Caracas, Venezuela; 15 de julio de 1951-12 de diciembre de 2018) fue un científico, gerente petrolero y político venezolano. Martínez fue ministro de petróleo y presidente de Petróleos de Venezuela (PDVSA). El 30 de noviembre de 2017, Martínez fue detenido por estar involucrado en supuestos hechos de corrupción dentro de la empresa estatal. Nelson falleció en custodia del Estado venezolano, el 12 de diciembre de 2018 después de un año de estar detenido sin juicio.

## Biografía
Martínez se graduó como químico en 1973, obteniendo una maestría en química y física en la Universidad de Poitiers en Francia al año siguiente, un doctorado en química en la Universidad de Reading en Reino Unido en 1978 y finalmente una maestría en administración tecnológica en el Instituto de Tecnología de Massachusetts (MIT) en 1993. Además, ha realizado estudios de gerencia en las universidades de Michigan y Harvard y en el instituto de investigación sin fines de lucro, SRI International, en California. Estaba casado con Beatriz Arias de Martínez.

## Carrera
Martínez comenzó su carrera en Intevep, instituto encargado del área de investigación y desarrollo de Petróleos de Venezuela, SA (PDVSA), esto fue en 1980. Allí trabajó en el desarrollo de catalizadores y tecnología de procesos. En 1987, fue nombrado jefe de la sección de la catálisis y durante cuatro años, a partir de 1990, dirigió el departamento de desarrollo de procesos de refinación de Intevep con múltiples patentes en el área de catálisis aplicada a la refinación y desulfuración de crudos. En 1995, se convirtió en uno de los principales arquitectos de la planificación estratégica de Petróleos de Venezuela (PDVSA). Entre 2000 y 2002, se desempeñó como director adjunto de la división de "refinación y petroquímica" y luego como director de refinación de la sucursal de PDVSA Oriente, con sede en Puerto La Cruz, estado de Anzoátegui. En el año 2003, fue miembro de la Junta Directiva de PDVSA y gerente general de Exploración y Producción en la División Oriente de PDVSA. En 2004 se desempeñó como director de la compañía. Desde 1994, era miembro de la Academia de Ciencias de Nueva York. En el 2013 fue nombrado presidente de Citgo hasta enero de 2017. Entre el 5 de enero y el 25 de agosto de 2017 fue ministro de petróleo durante la presidencia de Nicolás Maduro. El 25 de agosto fue nombrado presidente de PDVSA.

## Muerte
El 4 de septiembre de 2017 fue detenido por un comando especial del DGCIM y grabado para ser transmitido luego en televisión. Se encontraba detenido en la sede de la Dirección General de Contrainteligencia Militar tras ser acusado por el fiscal Tarek William Saab por corrupción sin presentar pruebas. Nelson Martínez, quien necesitaba atención médica especial luego de haber sido sometido en el pasado a dos intervenciones quirúrgicas al corazón, falleció por complicaciones de salud el 12 de diciembre de 2018, tras pasar un año en prisión sin haber sido sentenciado y sin haber sido atendido por médico alguno durante su reclusión injusta pese a los múltiples pedidos de sus familiares. Diez días antes fue trasladado al Hospital Militar Dr. Carlos Arvelo por estar sufriendo alta fiebre, donde le diagnosticaron una septicemia alojada en una válvula del corazón, fallas renales, hepáticas, cerebrales y circulatorias, en pocas palabras complicaciones propias de todo preso político, agravada si era chavista u opositor.